# Cactus
- Commons
- Wikispecies

Cactus L. era a designação de um género da família Cactaceae, dividido em 3 diferentes géneros: Mammillaria, Melocactus e Opuntia.

## Sinonímia
- Mammillaria Haw.

Espécies
As espécies deste gênero foram relocadas entre outros gêneros da mesma família.

## Classificação do gênero
| Sistema | Classificação                      | Referência               |
| ------- | ---------------------------------- | ------------------------ |
| Linné   | Classe Icosandria, ordem Monogynia | Species plantarum (1753) |